# 逆光線
逆光線（ぎゃくこうせん）は、Charの3枚目のシングル。

## 概要
- 前作に続き、阿久悠が作詞を担当した本作はストリングスとホーンセクション加えた冬を意識した曲に仕上がった。カップリングの「TOKYO NIGHT」は2枚目のアルバム『Char II have a wine』からのリカット。

## 収録曲
1. 逆光線
作詞：阿久悠　作曲：Char　編曲：佐藤準
2. TOKYO NIGHT
作詞・作曲・編曲：Char